# 김승철
김승철(1995년 2월 14일 ~ )은 대한민국의 전직 스타크래프트 II 프로게이머, 현직 히어로즈 오브 더 스톰 프로게이머이다. sC라는 아이디를 쓰고 있다.
fOu(현 FXOpen)에 입단하여 활동하다가 MVP로 이적하였다.
이후 스타크래프트2 프로게이머를 은퇴하고 리그 오브 레전드 프로게이머로 전향하였다.
2013년 3월 14일 FXOpen에 입단, 스타크래프트 II 프로게이머로 복귀했다.
2013년 10월 은퇴했다.
2014년 7월 8일 Micro GamerZ에 입단했다.
2014년 8월 스타크래프트 II 프로게이머를 은퇴하고 히어로즈 오브 더 스톰 팀인 TEAM NL(No Limit)에 합류했다.
2015년 TEAM NL의 Team DK 스폰서 계약 이후 Team DK 소속이 되었다.

## 주요 이력
- 2010 소니 에릭슨 스타크래프트 II OPEN Season 3 32강
- 2011 소니 에릭슨 글로벌 스타크래프트 II 리그 Jan. Code A 4강
- 2011 인텔 글로벌 스타크래프트 II 리그 Mar. Code S 8강
- 2011 LG 시네마 3D, 인텔코리아 글로벌 스타크래프트 II 리그 May Code S 4강
- 2011 LG 시네마 3D, 인텔코리아 슈퍼 토너먼트 32강
- 2011 PEPSI 글로벌 스타크래프트 II 리그 July Code S 32강
- 2011 PEPSI 글로벌 스타크래프트 II 리그 Aug. Code A 16강
- 2011 소니 에릭슨 글로벌 스타크래프트 II 리그 Oct. Code A 8강
- 2011 소니 에릭슨 글로벌 스타크래프트 II 리그 Nov. Code S 8강
- 2012 핫식스 2012 글로벌 스타크래프트 II 리그 시즌 1 Code S 32강
- 2012 핫식스 2012 글로벌 스타크래프트 II 리그 시즌 2 Code A 48강
- 2013 WCS Korea Season 1 챌린저리그 승격/강등전 시드선발전 통과 (A조 1위)
- 2013년 2013 WCS 코리아 시즌 2 챌린저리그 48강
- 2013년 2013 DreamHack Open: Bucharest 32강
- 2013년 2013 WCS 코리아 시즌 3 챌린저리그 48강
- 2013년 Fragbite Masters 8강